# Lepturges serenus
Lepturges serenus es una especie de escarabajo longicornio del género Lepturges, categorizada en la tribu Acanthocinini, de la subfamilia Lamiinae. Fue descrita por Monné en 1977.

## Descripción
Mide 5,5-7,5 mm de longitud.

## Distribución
Se distribuye por Brasil y Guayana Francesa.